# Nimbapanchax petersi
Nimbapanchax petersi är en fiskart som först beskrevs av Sauvage 1882.  Nimbapanchax petersi ingår i släktet Nimbapanchax och familjen Nothobranchiidae. IUCN kategoriserar arten globalt som sårbar. Inga underarter finns listade i Catalogue of Life.